# Loshults kyrka
Loshults kyrka är en kyrkobyggnad i Loshult. Den är församlingskyrka i Loshults församling i Lunds stift. Vid kyrkan finns en informationstavla som berättar om Loshultskuppen 1676.

## Kyrkobyggnaden
Den ursprungliga kyrkan på platsen uppfördes under medeltiden. Denna påstås ofta ha bränts av svenska trupper 25 februari 1568, varefter en ny ska ha blivit färdigbyggd 1591. Dessa uppgifter härstammar från spekulationer utan stöd i samtida källor av den lokalhistoriske forskaren Carl-Gustaf Liljenberg under början av 1960-talet. Den medeltida kyrkan kvarstod istället sannolikt till 1800-talet.
1825-27 byggdes korsarmarna och sakristian. Arkitekt var Johan Abraham Wilelius. Kyrkan återinvigdes 23 september 1827 av biskop Wilhelm Faxe.
1861-63 byggdes tornet med spira och huv och kyrkan förlängdes åt väster med 20 meter. Arkitekt var Albert Törnqvist. Kyrkan återinvigdes 1863 av biskop Johan Henrik Thomander.

## Inventarier
- Predikstolen är en altarpredikstol från 1592.
- Under det nuvarande altaret finns en gammal altare i gråsten från den ursprungliga medeltidskyrkan.
- En dopfunt av trä, med snidad åttakantig skål, är från 1700-talet.
- En altartavla, som antagits vara målad av Pehr Hörberg, blev sommaren 2006 stulen.[3] Den har inte återfunnits och är ersatt med en nutida målning.
- På kyrksalens sidoväggar finns två stora målningar som även de anses skapade av Pehr Hörberg.
- En äldre röd mässhake är från 1785.
- En Karl XII:s bibel är från 1703.

### Orgel
- 1740 byggde Jonas Hielm, Växjö en orgel med 8 stämmor. 1780 uppger man att orgeln är förbrukad.
- 1867 byggde Jöns Lundahl & Knud Olsen en orgel med 12 stämmor.
- 1940 byggde A. Mårtenssons Orgelfabrik AB, Lund en pneumatisk orgel. Orgeln hade fria och fasta kombinationer och automatisk pedalväxling. Orgelfasaden från 1867 års orgel användes till denna orgel.

| Huvudverk I    | Svällverk II      | Pedal        | Koppel   |
| Quintadena 16´ | Rörflöjt 8´       | Subbas 16´   | I/P      |
| Principal 8´   | Salicet 8'        | Oktavbas 8´  | II/P     |
| Gedackt 8´     | Principal 4'      | Nachthorn 4' | II/I     |
| Oktava 4'      | Rörflöjt 4'       |              | II 16'/I |
| Quinta 2 2/3'  | Gemshorn 2'       |              | II 4'/I  |
| Oktava 2'      | Quinta 1 1/3'     |              | II 4'/P  |
| Mixtur 4 chor  | Regal 8'          |              |          |
|                | Crescendosvällare |              |          |

- Den nuvarande orgeln byggdes 2006 av A. Mårtenssons Orgelfabrik AB, Lund och är en rekonstruktion av 1867 orgel. Fasaden är från 1867 års orgel.

## Gångedagen
I äldre tid var Kristi himmelsfärds dag en så kallad gångedag till Loshults kyrka, vilket drog mycket folk till kyrkan från kringliggande socknar. Företeelsen är i trakten känd som Loshulta torsdag, eller Loshulta torsda, och traditionen upprätthålls fortfarande även om antalet besökare inte är fullt lika stort.
Loshulta torsdag finns sedan 2025 upptaget som ett av Sveriges immateriella kulturarv hos Unesco.